# Cantonul Mézin
Cantonul Mézin este un canton din arondismentul Nérac, departamentul Lot-et-Garonne, regiunea Aquitania, Franța.

## Comune
- Lannes
- Mézin (reședință)
- Poudenas
- Réaup-Lisse
- Sainte-Maure-de-Peyriac
- Saint-Pé-Saint-Simon
- Sos